# Terremoto dell'Irpinia e di Benevento del 1702
Il terremoto dell'Irpinia e di Benevento del 1702 è stato un evento sismico di magnitudo 4.9 che colpì l'Irpinia e parte del Sannio. Il terremoto avvenne alle 4:30 del 14 marzo, con epicentro sull'Appennino campano, fra le valli dell'Ufita e del Calore, a cavallo fra le attuali province di Avellino e Benevento; all'epoca il territorio interessato era diviso politicamente fra il Principato Ultra del Regno di Napoli e la città di Benevento, dominio pontificio.
La scossa principale fu preceduta e seguita (nel giro di poche decine di minuti o al massimo qualche ora) da altri eventi più o meno disastrosi; altre scosse avvennero nei giorni e nelle settimane successive (notevoli gli episodi sismici del 17 marzo e del 2 aprile). Al momento del terremoto le condizioni meteorologiche erano avverse con forti precipitazioni anche nevose. Non si conosce il numero dei morti per tutte le 35 località colpite; le vittime accertate furono comunque circa 400, delle quali 250 nel Principato Ultra (l'odierna Irpinia) e 150 a Benevento (che all'epoca contava 8 356 abitanti), ove molti edifici erano stati già lesionati dal precedente terremoto del Sannio del 1688; nella cerchia urbana si ebbero anche gravi disagi alla circolazione stradale a causa dell'enorme quantità di macerie che ingombravano le vie.
Nel Principato Ultra le terre (ossia i comuni) più disastrati furono Apice (ove morì il 2,6% degli abitanti), Ariano e Mirabella, i cui abitanti furono esentati dal pagamento della metà delle imposte, mentre a un'altra decina di centri fu concesso analogo privilegio, ma limitatamente a un terzo dei pagamenti dovuti.
Le scosse furono avvertite anche a Napoli, capitale del Regno, ove però non fu registrato alcun danno.